# Plastiscines
Les Plastiscines est un groupe de pop français. 
Actif jusqu'en 2015, le groupe, qui a été formé sur les bancs du lycée, est exclusivement féminin, les membres faisant partie de la Nouvelle scène rock française. Elles comptent trois albums à leur actif : LP1 (2007), About Love (2009) et Back to the Start (2014).

## Biographie

### Formation etLP1(2006—2008)
Katty Besnard (chant/guitare) et Marine Neuilly (guitare) se rencontrent en seconde au lycée Mansart à Saint-Cyr-l'École. Toutes les deux remarquent qu'elles ont les mêmes influences musicales (The Strokes, The Ramones et The Libertines) et décident de monter un groupe. Marine s'achète une guitare et elles commencent les répétitions chez Katty, puis Zazie Tavitian (batterie) s'ajoute au duo. C'est en novembre 2004 lors d'un concert des Libertines que les trois filles font la connaissance de Louise Basilien (guitare basse) qui devient leur bassiste. Elles font par la suite la connaissance de Maxime Schmitt alors qu’elles se produisaient dans un bar à Paris. Il devient leur manager.
Le nom Plastiscines vient d'une phrase d'une chanson des Beatles, Lucy in the Sky with Diamonds : « plasticine porters with looking glass ties ».
En mars 2006, elles enregistrent deux chansons pour la compilation Paris Calling, Shake et Rake. Entre mars 2006 et avril 2007, elles font plusieurs premières parties de concerts d'Indochine. Elles finissent par signer chez Virgin Records en octobre 2006 pour l'enregistrement de leur premier album. LP1 qui sort le 12 février 2007. De cet album est extrait le single Loser qui  apparait dans la bande originale du film L'Heure d'été d'Olivier Assayas. Jusqu'à l'enregistrement du disque, Zazie Tavitian était la batteuse du groupe. Elle apparait d'ailleurs sur la pochette de cet album. Elle fut remplacée brièvement par Caroline Leblon, une batteuse recrutée via Internet et venant de Rouen, jusqu'en juillet 2007, puis définitivement par Anaïs Vandevyvere. Les Plastiscines font la couverture de Rock & Folk en mars 2007 et font des apparitions à la télévision française dans des émissions telles que Le Grand Journal ou bien alors Taratata et celle de Laurent Ruquier[réf. nécessaire].

### Signature chez Nylon etAbout Love(2009—2012)
En 2009, les Plastiscines sont repérées par différentes personnes aux États-Unis. D'abord Marvin Scott Jarrett, le rédacteur en chef du magazine Nylon, qui fonde NYLON Records et y fait signer les Plastiscines après les avoir vues sur la couverture du magazine Citizen K[réf. à confirmer]. Mais elles rencontrent également le producteur Butch Walker au festival de Coachella. Ce dernier produit alors le deuxième disque du groupe, qui leur permet de s'affirmer avec des chansons plus consistantes[Quoi ?], composées par chacune des membres du groupe, contrairement au premier disque écrit exclusivement par Marine et Katty. Les Plastiscines sortent en avril 2009 un EP 4 titres avec Pas avec toi, Another Kiss, You're No Good et Camera.
L'album About Love sort le 21 juin 2009 aux États-Unis (le titre Pas avec toi fait partie de la bande originale du jeu Gran Turismo 5). Le programmateur musical de Gossip Girl les contacte pour qu'elles fassent une apparition dans la série. Elles interprètent alors le titre B.I.T.C.H lors du neuvième épisode de la saison 3, diffusé sur The CW le 9 novembre 2009, soit le jour de la sortie française de l'album About Love. La chanson, écrite plusieurs années auparavant par Marine (guitare), trouve un nouvel écho pour ce disque : il s'agissait alors de faire taire les différentes critiques dont elles avaient été victimes[pas clair]. Cette chanson leur ouvre en outre les portes du VIP Room et du Roxy, à Los Angeles, où elles se sont produites.
Après une série de concerts aux États-Unis en 2009, les Plastiscines ont produit une série de concerts en France en 2010. Durant cette tournée, elles chantent une chanson inédite intitulée Hideaway. Le B.I.T.C.H Tour s'achève le 27 novembre 2010 à la Cigale, où elles chanteront deux nouvelles chansons, Wake Up et Break to the Bones. Elles interprètent aussi la chanson B.I.T.C.H Tour, en duo avec les Starliners, leur première partie. En 2012, elles font trois concerts au Brésil, deux en Chine et un festival[Lequel ?].
Entretemps, le 4 février 2011, Marine Neuilly quitte le groupe, et devient leader du groupe Tropic Revolver. Nommées aux Victoires de la musique 2011 dans la catégorie « groupe ou artiste Révélation Scène », elles apparaissent donc sans Marine le jour de la cérémonie.

### Back to the Start(2012—2015)

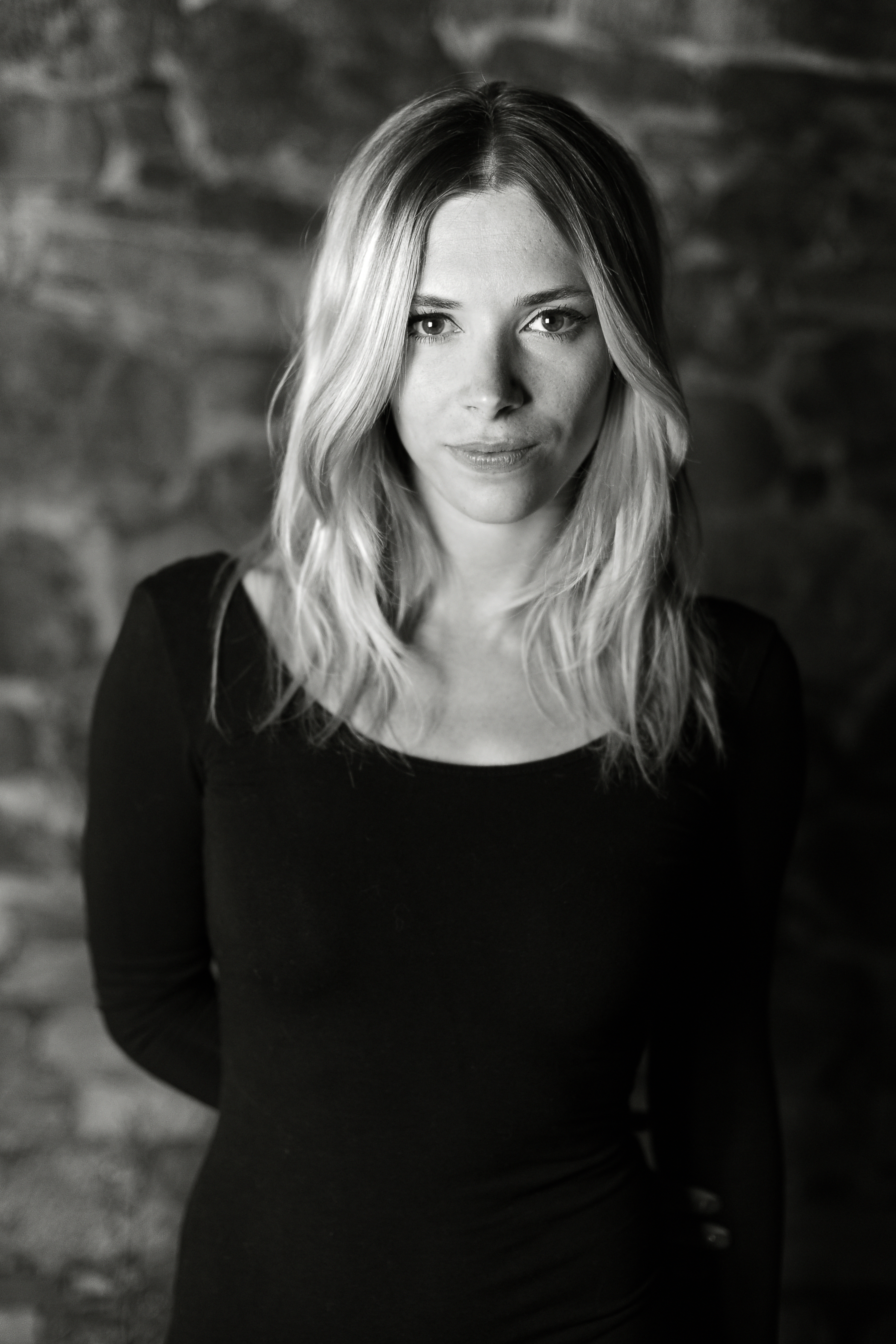
Katty Besnard - 08 2014.

Les Plastiscines signent un nouveau contrat d'artiste chez Because Music le 11 octobre 2012. Les singles Comment faire, Coming to Get You et Ooh la la sont sortis en mai 2013. Après un enregistrement improvisé de leur dernier morceau, la sortie de l'album Back to the Start, qui sera sponsorisé par Paco Rabbane et son parfum Black XS, est initialement prévu pour septembre 2013, et repoussée au printemps 2014[réf. nécessaire].

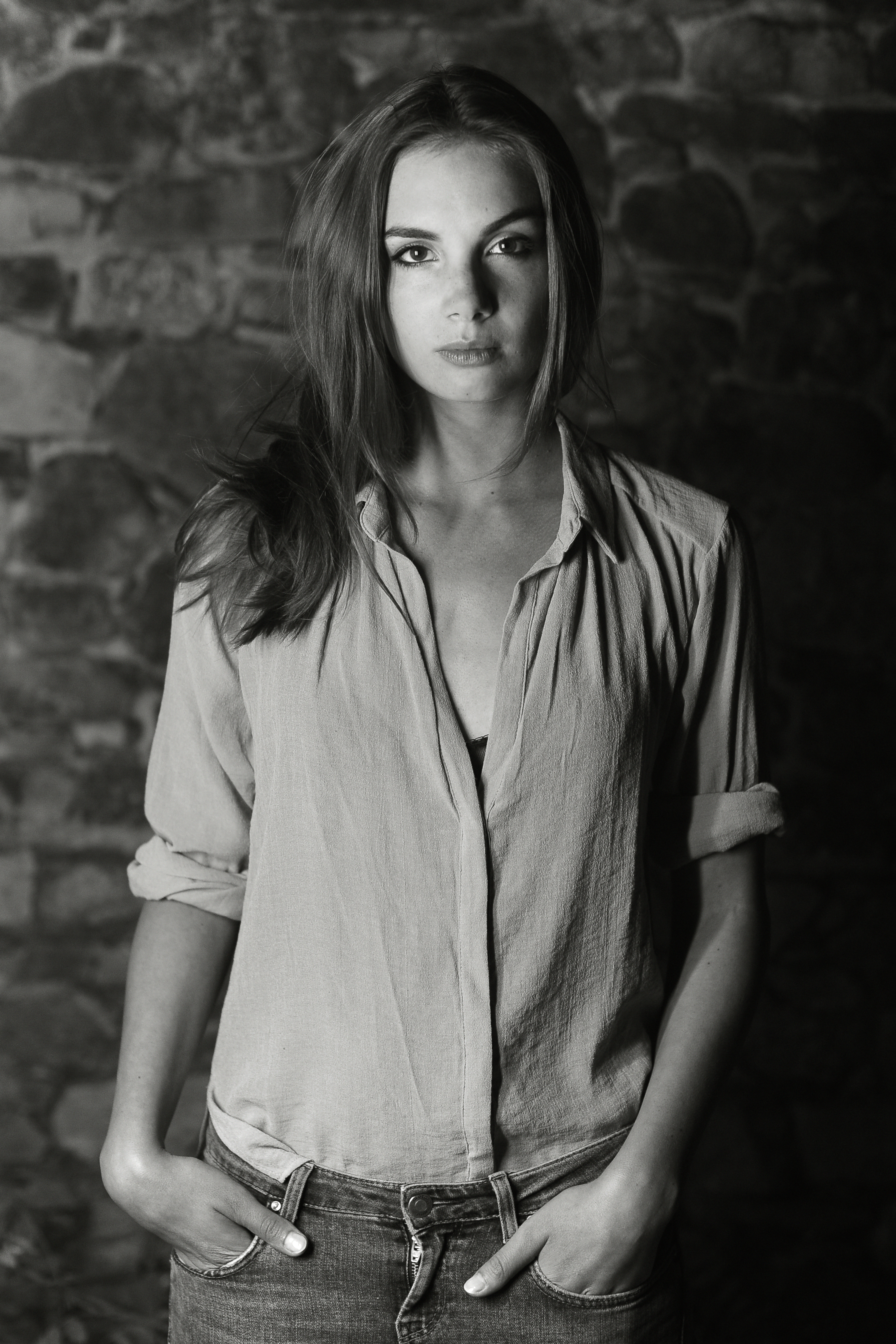
Louise Basilien - 08 2014.

En février 2014, le groupe sort un EP dématérialisé de cinq titres, Black XS by Plasticines, où elles reprennent Blue Jeans de Lana Del Rey, Sexy Boy de Air, Murder on the Dancefloor de Sophie Ellis-Bextor, C'est la ouate de Caroline Loeb et Wake Me Up Before You Go-Go de Wham! À la suite de son succès, cet EP devient double disque de platine mais aussi disponible avec le numéro du mois de mars du magazine Be avec en plus trois autres reprises (de M.I.A., Prince, et Kim Wilde) et deux titres inédits du nouvel album. Les filles décident finalement de faire figurer Blue Jeans et Sexy Boy dans le troisième album.

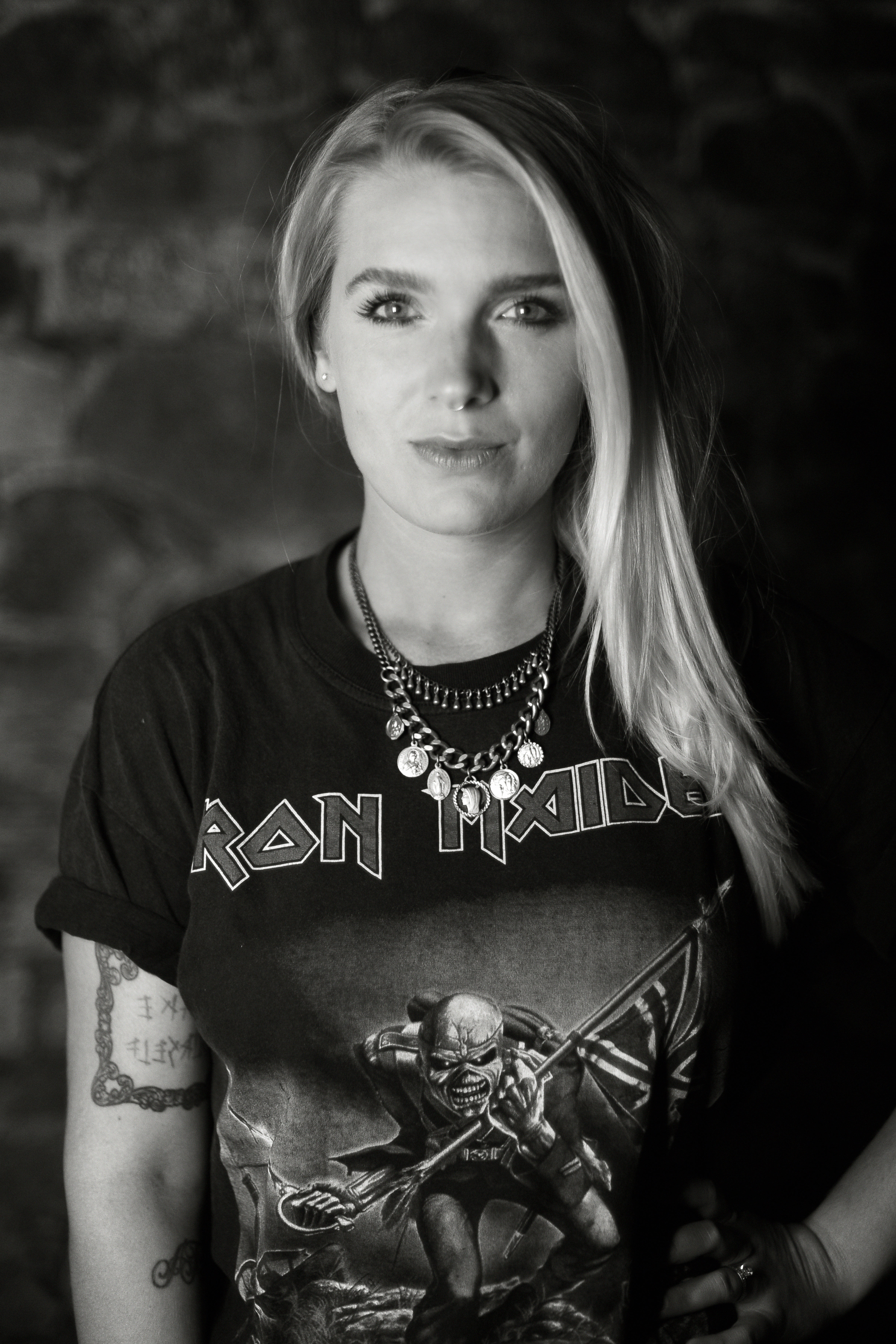
Anaïs Vandevyvere - 08 2014.

Le troisième album du groupe, Back to the Start, sort le 28 avril 2014. Il est produit par différents producteurs dont Mirwais Stass, Stacy Jones, Alalal (Al O'Connell), Jeffrey Kite, RAC, Jake Sinclair, Andrew Scheps et Antoine Gaillet. Cet album présente des sonorités plus pop que les opus précédents[réf. souhaitée]. Ainsi dans une interview Katty explique que « pour nous ce n’est pas revenir dans le passé, Back to the Start, c’est plus un nouveau départ. Aller de l’avant, et on recommence toutes les trois, on repose les bases. C’est se dire qu’on n’a pas de barrières, qu’on ne va pas se cantonner à un seul style, donc voilà on fait ce dont on a envie [...] je pense qu’il ne faut pas se dire « on va rester dans un seul style », il faut faire ce dont on a envie sur le moment. On avait envie d’explorer des choses différentes, des choses même plus pop, ce qui peut parfois choquer, mais on en avait envie donc on l’a fait. »
Le groupe s'agrandit également puisque les filles sont désormais cinq sur scène et ont notamment rajouté du synthétiseur dans leurs chansons. Et le groupe réalise une petite série de concerts en France. En novembre 2014, la chanson Hideaway, sortie en téléchargement digital, est le générique de la shortcom Mère et Fille diffusée sur Disney Channel. En décembre 2014, elles participent à la version française de Band Aid 30 pour la lutte contre le virus Ebola avec de nombreux artistes en chantant Noël est là adaptée en français.
En mars 2015, elles enregistrent une reprise du groupe The Kinks pour une publicité pour Yves Saint Laurent. En octobre, elles participent à l'album Tribute to Téléphone en reprenant Électric Cité.

### Pause musicale (depuis 2016)
Début 2016, le groupe décide de faire une pause d'un an. Katty Besnard et Anaïs Vandevyvere décident de réaliser en commun un projet parallèle en créant le groupe de rock Arizona Twins, avec comme volonté d'avoir une sonorité plus rock que précédemment,. En septembre 2017, Libération évoque un quatrième album mais en octobre 2021, aucune nouvelle information ne confirme la réalisation de cet album.

## Influences
Elles sont influencées par des groupes de la nouvelle génération comme The White Stripes et The Strokes, mais aussi par des groupes plus anciens comme Blondie et The Ramones. Elles s'inscrivent dans une veine pop.

## Membres

### Derniers membres
- Katty Besnard — chant
- Louise Basilien — basse
- Anaïs Vandevyvere — batterie

### Membres secondaires
- Laurie Mammoliti — synthétiseur, guitare
- Lucie Petre — guitare

### Anciens membres
- Zazie Tavitian — batterie
- Caroline Leblon — batterie
- Siam Kamli— batterie
- Marine Neuilly — guitare

### Chronologie
| Date | Chant         | Guitare        | Basse           | Batterie          | Albums            |
| ---- | ------------- | -------------- | --------------- | ----------------- | ----------------- |
| 2006 | Katty Besnard | Marine Neuilly | Louise Basilien | Zazie Tavitian    |                   |
| 2007 | Katty Besnard | Marine Neuilly | Louise Basilien | Zazie Tavitian    | LP1               |
| 2008 | Katty Besnard | Marine Neuilly | Louise Basilien | Zazie Tavitian    |                   |
| 2009 | Katty Besnard | Marine Neuilly | Louise Basilien | Anaïs Vandevyvere | About Love        |
| 2010 | Katty Besnard | Marine Neuilly | Louise Basilien | Anaïs Vandevyvere |                   |
| 2011 | Katty Besnard | Marine Neuilly | Louise Basilien | Anaïs Vandevyvere |                   |
| 2012 | Katty Besnard |                | Louise Basilien | Anaïs Vandevyvere |                   |
| 2013 | Katty Besnard |                | Louise Basilien | Anaïs Vandevyvere |                   |
| 2014 | Katty Besnard |                | Louise Basilien | Anaïs Vandevyvere | Back to the Start |

## Discographie

### Albums studio
- 2007 : LP1
- 2009 : About Love
- 2014 : Back to the Start

### EP
- 2014 : Black XS : The Rock Cover

### Singles
| Date de sortie | Titre             | Album             | Label          |
| -------------- | ----------------- | ----------------- | -------------- |
| 2007           | Loser             | LP1               | Virgin Records |
| 2007           | Mister Driver     | LP1               | Virgin Records |
| 2009           | Barcelona         | About Love        | Nylon Records  |
| 2010           | Bitch             | About Love        | Nylon Records  |
| 2010           | Another Kiss      | About Love        | Nylon Records  |
| 2010           | Pas avec toi      | About Love        | Nylon Records  |
| 2013           | Coming to Get You | Back to the Start | Because Music  |
| 2013           | Ooh la la         | Back to the Start | Because Music  |
| 2013           | Comment faire     | Back to the Start | Because Music  |
| 2014           | Back to the Start | Back to the Start | Because Music  |

### Nominations
- 2011 : Nommé aux Victoires de la musique dans la catégorie « Groupe ou Artiste Révélation Scène ».

### Tournées
| Date    | Tour           | Pays | Villes | Concerts |
| 2007-08 | Tournée LP1    | 5    | 33     | 40       |
| 2009-10 | B.I.T.C.H Tour | 8    | 55     | 98       |

- 2007-2008 : la Tournée LP1, en promotion de leur premier album, LP1
- 2009-2010 : le B.I.T.C.H Tour, en promotion de leur deuxième album, About Love